# ماتي تسينتسادزي
ماتي تسينتسادزي هو لاعب كرة قدم جورجي في مركز الوسط، ولد في 7 يناير 1995 في بوتي في جورجيا. شارك مع منتخب جورجيا تحت 17 سنة لكرة القدم ومنتخب جورجيا تحت 19 سنة لكرة القدم ومنتخب جورجيا تحت 21 سنة لكرة القدم ومنتخب جورجيا لكرة القدم. أما مع النوادي، فقد لعب مع توربيدو كوتيسي ونادي دينامو تبليسي.

## وصلات خارجية
- ماتي تسينتسادزي على موقع الاتحاد الأوربي (الإنجليزية)
- ماتي تسينتسادزي على موقع قاعدة بيانات كرة القدم.إي يو (الإنجليزية)
- ماتي تسينتسادزي على موقع ناشيونال فوتبول تيمز (الإنجليزية)
- ماتي تسينتسادزي على موقع Soccerway.com (الإنجليزية)